# 刘守奇
刘守奇（？—？），五代十国深州（今河北省深州市）人。刘仁恭的儿子，刘守光的弟弟。

## 生平
刘守奇善射箭，天祐四年（907年）四月，刘守奇因为刘守光夺父刘仁恭幽州节度使之位，投奔契丹，又从契丹投奔了河东。晋王李存勗讨伐燕主刘守光，刘守奇跟随周德威引军前进，天祐九年（912年）正月初九，包围涿州。涿州刺史刘知温据城防守，刘守奇门客刘去非在城下大声呼喊，对刘知温说：“河东小刘郎来为他的父亲讨伐叛国作乱的贼子，你为什么坚决固守。”刘守奇脱下头盔慰劳他，刘知温在城上叩拜，于是投降。周德威嫉妒刘守奇之功，在李存勗面前说刘守奇忠心不可保证。李存勗召见刘守奇，走到土门，刘去非劝说刘守奇：“刘公不用寸兵下涿州，周公以得涿州不是他的力量，必有如簧的离间，太原不宜前去。刘公之家于梁朝，素有君臣名分，应该前去依附，可报万全。”刘守奇担心获罪，于是和刘去非、赵凤投奔后梁。梁太祖朱温任命刘守奇为博州刺史，赵凤为判官。乾化三年（913年）五月初四，天雄军节度使杨师厚与刘守奇率魏、博、邢、洺、徐、兖、郓、滑之众十万讨镇州。刘守奇以一军从贝州掠夺冀州衡水、阜城，五月十一日，刘守奇带兵与杨师厚会同攻取下博。杨师厚大掠镇州、冀州之属邑。王镕向周德威告急，周德威分兵赴援，杨师厚从弓高渡卫河，移军沧州，张万进害怕，降梁。杨师厚请以张万进为淄青节度使，以刘守奇为沧州节度使。朱友贞以刘守奇为沧州留后，六月，五院军使李信攻下莫州。刘守光派人向李存勗乞降，暗中派孟修等向刘守奇通信，求援于杨师厚。十二月，刘守光被周德威击败后，将要向南投奔沧州刘守奇，行至燕乐县，让妻子祝氏到老农张师造家讨饭。张师造发觉，于是将刘守光夫妻父子擒获献给李存勗。刘守奇去世后，赵凤为天平军节度判官。

## 子孙
- 刘承揲，官至守节忠力协赞功臣，义成军节度、滑、 卫管内观察处置河堤等使、开府仪同三司、守太子太师司空兼政事令、使持节滑州诸军事、行滑州刺史、上柱国、岐国公、食邑七千五百户、食实封七百五十户[10]
  - 刘宇澄
    - 刘府君[11]

  - 刘宇一
- 刘承嗣
- 刘继颙
- 其余七子
- 女儿十人